# ماريو ساندوفال
ماريو ساندوفال (بالإسبانية: Mario Sandoval)‏ (23 يوليو 1991 بسانتياغو في تشيلي - ) هو لاعب كرة قدم تشيلي في مركز الوسط. لعب مع كولو-كولو وسانتياغو مورنينغ ‏ وديبورتيس ميليبيلا وبويرتو مونت ‏ وسان ماركوس دي أريكا ‏ وDeportes Copiapó ‏ وColo-Colo B ‏.

## وصلات خارجية
- ماريو ساندوفال على موقع قاعدة بيانات كرة القدم.إي يو (الإنجليزية)
- ماريو ساندوفال على موقع Soccerway.com (الإنجليزية)
- ماريو ساندوفال على موقع عالم كرة القدم.نت (الإنجليزية)